# Fédération Autonomiste
Die Fédération Autonomiste (FA) (französisch für: Autonomistische Föderation) ist eine regionale Partei der politischen Mitte im italienischen Aostatal.
Bei den Regionalwahlen 2003 erlangte die Fédération Autonomiste zusammen mit der Partei Stella Alpina 19,8 % der Wählerstimmen. Kurz nach der Wahl trennte sich das Parteienbündnis jedoch wieder. Bei den Parlamentswahlen 2006 trat die Partei mit der Union Valdôtaine und der Stella Alpina auf der gemeinsamen Liste Vallée d’Aoste - Autonomie Progrès Fédéralisme an, wurde jedoch von dem Parteienbündnis Autonomie Liberté Démocratie geschlagen und konnte dadurch keine Abgeordneten oder Senatoren in Vertretung des Aostatals in das nationale Parlament entsenden. Zwei Jahre später setzte sich Vallée d’Aoste immerhin bei den Senatswahlen gegen die konkurrierende Liste durch und errang einen Sitz im Italienischen Senat.
Die Fédération Autonomiste unterstützt politisch die neu gegründete Gesellschaft Foyer Valdôtain.